# Invasión inglesa de Francia (1230)
La invasión inglesa de Francia de 1230 fue una campaña militar emprendida por Enrique III de Inglaterra en un intento de reclamar los derechos y la herencia del trono inglés a los territorios de Francia, mantenidos antes de 1224. Los ingleses no buscaron batalla con los franceses, no invadieron el Ducado de Normandía y marcharon al sur, al condado de Poitou. La campaña en el continente terminó en un fiasco, Enrique hizo una tregua con Luis IX de Francia y regresó a Inglaterra. El fracaso de la campaña llevó a la destitución de Hubert de Burgh, 1er Conde de Kent apodado como el Justiciero.

## Antecedentes
El destino de las tierras de la familia de Enrique en Francia seguía siendo incierto. La recuperación de estas tierras era extremadamente importante para Enrique, quien usaba términos como «reclamar su herencia», «restaurar sus derechos» y «defender sus reclamos legales» a los territorios en la correspondencia diplomática. Los reyes franceses tenían una creciente ventaja financiera, y por lo tanto militar, sobre Enrique. Incluso bajo Juan, la Corona Francesa había disfrutado de una considerable, aunque no abrumadora, ventaja en recursos, pero desde entonces, el equilibrio se había desplazado aún más, con los ingresos anuales ordinarios de los reyes franceses casi duplicándose entre 1204 y 1221.;;;;
 Luis VIII murió en 1226, dejando a su hijo de 12 años, Luis IX, para heredar el trono, apoyado por un gobierno de regencia.Hallam y Everard, 2001, p. 267 El gobierno de regencia de Luis IX estaba encabezado por su madre, Blanca de Castilla, aunque el título de "regente" no se usaba oficialmente. El joven rey francés estaba en una posición mucho más débil que su padre, y se enfrentó a la oposición de muchos de los nobles franceses que todavía mantenían sus lazos con Inglaterra, lo que llevó a una secuencia de revueltas en todo el país. En este contexto, a finales de 1228 un grupo de potenciales rebeldes normandos y angevinos llamaron a Enrique para invadir y reclamar su herencia, y Pedro I de Bretaña, Duque de Bretaña, se rebeló abiertamente contra Luis y le rindió homenaje.

## Invasión

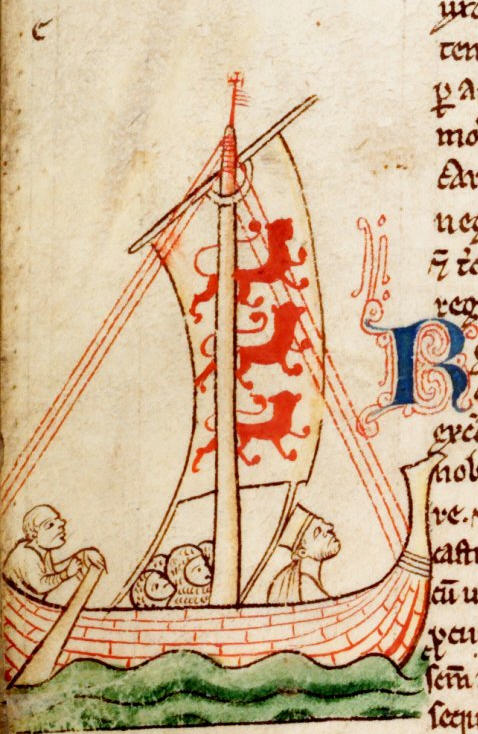
Enrique viajando a Bretaña en 1230, por Matthew Paris

El rey Enrique se embarcó en Portsmouth con una gran fuerza el 30 de abril de 1230, navegando y quedándose en Guernsey el 2 de mayo. Al día siguiente (3 de mayo) el ejército inglés desembarcó en Saint-Malo, donde Pedro de Dreux,  duque de Bretaña, se reunió con Enrique. El 8 de mayo Enrique se dirigió a Dinant y de allí a Nantes, donde esperaba encontrarse con su madre Isabel de Angulema y su nuevo marido Hugo X de Lusignan, conde de La Marche. Un ejército francés, marchó a Angers con el fin de cerrar el ejército inglés al condado de Poitou, y mientras Enrique permanecía en Nantes esperando refuerzos, el ejército francés se trasladó a Oudon, un castillo a unas cuatro leguas de distancia de Nantes. Muchos de los nobles bretones rindieron homenaje a Enrique, mientras que algunos fortificaron sus castillos contra él. Los señores de Poitevin generalmente le rindieron homenaje, Hugo X de Lusignan, Conde de La Marche, mostró cierta vacilación, y el Guy I, Vizconde de Thouars se puso del lado de Louis. A finales de junio, el ejército francés se comprometió en otro lugar, Enrique marchó por el condado de Anjou, tomando el castillo de Mirebeau a finales de julio, en el condado de Poitou y de ahí al ducado de Gascuña, donde recibió el homenaje de muchos barones. Luego marchó de vuelta a Bretaña, y después de permanecer varias semanas en Nantes, regresó a Inglaterra, desembarcando en Portsmouth el 27 de octubre de 1230, habiendo dejado una pequeña fuerza bajo el mando de Pedro de Dreux, Duque de Bretaña y Ranulf de Blondeville, Conde de Chester, para actuar contra los franceses en Normandía y Bretaña.